# The Boy Whose Skin Fell Off
The Boy Whose Skin Fell Off é um documentário britânico de 2004 dirigido por Patrick Collerton. Foi premiado com um Emmy Internacional.

## Sinopse
O documentário conta a história de vida e a morte de Jonny Kennedy, um homem inglês que morreu de um câncer de pele secundário a Epidermólise bolhosa (EB), uma doença do tecido conjuntivo, ainda sem cura, que causa bolhas na pele e membranas mucosas, com uma incidência de 1:50.000. Resulta de um defeito na fixação da epiderme na derme, o que provoca fricção e fragilidade da pele. Sua severidade varia desde casos leves até fatais.

## Elenco
- Edna Kennedy ... Ela mesma
- Jonny Kennedy	... Ele mesmo
- Nell McAndrew ... Ele mesmo

## Recepção
O The Guardian disse que o filme "é chocante, comovente e estabelece um novo padrão em franqueza inflexível".